# Whanganui City College
Le Whanganui City College est une école situé à Wanganui en Nouvelle-Zélande. Elle devient le Wanganui City College en 1994. Elle est établiée en 1911, sous le nom de Wanganui Technical College et devient le Wanganui Boys' College en 1964.

## Wanganui Technical College
L'école est créée en 1911, à la suite de la fusion de la Wanganui Technical School of Design (fondée en 1892) et de la Victoria Avenue District High School.

## Wanganui Boys' College
Le Wanganui Technical College devient le Wanganui Boys' College à partir de 1964.